# 宮崎学
宮崎 学（みやざき まなぶ、1945年〈昭和20年〉10月25日 - 2022年〈令和4年〉3月30日）は、日本の評論家・ノンフィクション作家・小説家。京都府京都市伏見区深草福稲高松町生まれ。

## 来歴

### 生い立ち、家系
京都・伏見の暴力団寺村組の初代組長を父に、大阪・釜ヶ崎の博徒の娘を母に持った、4人きょうだいの末っ子である。父の宮崎清親（旧姓・寺村）は京都府の南端、木津川沿いの綴喜郡井手村（現在の井手町玉水）の貧しい農家の次男坊であり、10代の初めに京都に出てきた。戦後になってから中島源之介の中島会（のちに中島連合会）と正式に関わりをもって盃を受け、ヤクザの世界に加わる。父は博徒であったが、その一方で鳶や土方を数十人抱える解体屋寺村組の親方でもあった。宮崎が物心ついた頃には、父は30～40人の組員を抱えていた。
母も暴力団の血を引いていた。母は元来、和歌山県の貧農の出であるが、父親が大阪の萩ノ茶屋に出てヤクザ渡世を送ったために、釜ヶ崎周辺のスラムで生まれ育った。宮崎は祖父には、一度も会ったことがない。うだつの上がらない極道だったようで、母の姉3人は身売りされたり、子供の頃から働かされたりの極貧ぶりだった。母も、当時のスラムの花形産業であったマッチづくりの仕事に5、6歳の頃から追われ、尋常小学校にも通えなかった。それでも親の目を盗んで時折、学校に行き、窓の外から同級生の授業を聞いていたという。読み書きは独学だった。父方、母方とも、社会の底辺に蠢く家系であった。
宮崎本人は被差別部落の生まれではないが、著書『近代の奈落』（2002年、解放出版社・解放同盟の機関誌『部落解放』に当時連載された）で、父が「京都府綴喜郡井手町の被差別部落の出身で、スリの頭目だった」という父の知人の証言を紹介。以来、自らを部落民と規定している。

### 学生時代
枚方の新設私学高校の啓光学園に入学し、卒業。早稲田を受験するも失敗、浪人。
その後、京都における共産党の中心的存在である谷口善太郎の元を訪れ、18歳で共産党に入党。宮崎は当時を振り返り「左翼はヤクザの猥雑で気ままな『侠』が純化された世界なんだと勝手に思い込んでいた。要するに、マルクス主義とヤクザをごちゃ混ぜにして、両方もろともにやってやれと呑気に考えていた」「共産党とヤクザでは暴力も非合法もまるで質が違う。そうであっても、法に守られず暴力にさらされる状況下での行動の倫理、人間の事に処する処し方は共通しているのではないか、と思っていた。というよりも、ヤクザの侠を果たせないで何が左翼だ、それで革命が出来るはずがない」「革命理論としてのマルクス主義、行動倫理としての侠、こいつを両方もっていれば怖いものはない。ドンといってやろやないか！というわけである」と述べている。
1965年、早稲田大学第二法学部入学。学生運動にあけくれ、授業には数回しか出ず、一単位も取得しなかったという。1966年、大規模な無期限ストライキに発展した、学費値上げ反対・学生会館の管理運営権の獲得を掲げた早大闘争に参加、また共産党系の秘密ゲバルト組織・あかつき行動隊の隊長に就任し、東大闘争で全共闘と対立した。
1969年、早稲田大学卒業式ボイコットを企画・実行し、それがマスコミに大きく報じられ、共産党中央の逆鱗に触れ除名。もっともこの頃には学生運動に乗れなくなっていて、未練や恨みめいたものは無かったという。「もう多数派形成ゲームに乗るのはよそう。生涯一少数派でいいじゃないか。もう群れるのはよそう。どこまでいけるかわからないが、とにかく一人で行こう」「抽象的な観念に寄りかかって生きるのはよそう。ドロドロした具体的な人間関係の中で肉感的に生きて行こう」「市井の、まつろわぬ一無頼として『太く短く』生きたっていいじゃないか。大きなものによりかかって生きるぐらいなら、その方がスッキリしていい」などと漠然と考えていた」と述べている。

### ジャーナリストとして
1970年、週刊誌『週刊現代』の株式関連を担当するフリー記者（いわゆるトップ屋）となる。1975年、京都府内の家業の解体業「寺村建産」を継承して経営したが、ゼネコンへの企業恐喝容疑により指名手配され、1980年7月25日、京都府警に出頭・逮捕される。当時宮崎の学生時代からの知人大谷昭宏の手により、読売新聞紙上で同時進行形式で『企業恐喝を追う』というルポルタージュを連載、最初出頭・逮捕にあわせて7月25日夕刊に「逃亡中の容疑者の独占インタビュー」が掲載された。同年8月9日には処分保留のまま釈放されたが、逮捕の件により金融機関の信用を失い、取引を停止されて1980年10月25日に倒産、25億円もの負債を抱えた。
1982年に東京に戻り、「愚連隊の元祖・神様」と言われた万年東一の厄介になった。1984年、グリコ・森永事件が起きた際には「キツネ目の男」と酷似していたことなどから最重要参考人として事情聴取を受けたものの、キツネ目の男が目撃された1984年6月28日には都内の音楽大学の労組会議に出席していたアリバイがあったために逮捕を免れる。
1987年バブルの際には、地上げを稼ぎの種とする。多額のキャッシュを不動産屋に手渡す際の模様を、若松孝二に密かに撮影してもらったこともある。

### 作家として
1996年10月、南風社より、自らの経歴を記した『突破者』を発表し、小版元からの出版で、広告宣伝をしなかったが、1997年夏時点で15万部を出版する。以来「元アウトローの作家（文化人）」ではなく「作家の看板をあげたアウトロー」の「生活者」と称する。2005年には英語版『TOPPAMONO』も翻訳出版された。「突破」（とっぱ）とは、関西で無茶者、突っ張り者のことである。宮崎自身は「社会的なしがらみからいかに自由であるか、ということかもしれないんだけど、結果的にはしがらみの中で生きていかざるを得ない。だとすれば、しがらみの質の問題になる」「いわゆる近代民主主義的なしがらみじゃなく、動物としての人間としてのしがらみの中にいる、ということ」「『動物たれ』というのが、突破者のひとつの原則になる」と述べている。
1999年、通信傍受法（盗聴法）に反対し、大々的な批判を展開（「'99年全記録」「国怪フォックス通信」など。またおなじく批判を展開しロビー活動を行っていた宮台真司とも対談を行っている）。さらに、成立後の12月8日、2001年までの時限政党として、通信傍受法廃止を目的に政治団体「電脳突破党」を結党し、自ら総裁となった。ネットで党遊を募集し、2000年の第42回総選挙では自由連合の栗本慎一郎など通信傍受法反対派候補を支援した他、2001年の第19回参院選では、新党・自由と希望の公認を受け比例代表区より出馬。結果は落選し、同年8月15日に予定通り突破党を解党した。選挙前後、公安調査庁の協力者だったという批判もあった。宮崎は『叛乱者グラフティ』（2002）の末尾に収められた「付論　キツネ目は「スパイ」か？」において反論を行っている。なお、公安調査庁の協力者としての宮崎を担当していたのは、野田敬生であったと野田本人が明らかにしている。野田は問題となった流出文書の作成時期（ちなみに宮崎が作家デビューする前である）は公安調査官であり、文書流出があった2001年には公安調査庁を辞めてジャーナリストとなっていた。
2004年1月、部落解放同盟の出版部門である解放出版社から刊行された「『同和利権の真相』の深層」に寄稿。この本の中で、
と虚偽事実を申し立ててジャーナリスト寺園敦史を中傷したとして、寺園から解放出版社と共に名誉毀損で大阪地裁へ提訴された。寺園の要求は以下の3点である。
1. 宮崎と解放出版社は、寺園に1100万円の損害賠償金を支払うこと。
2. 解放出版社は、『「同和利権の真相」の深層』の販売を中止すること。
3. 宮崎と解放出版社は、寺園への謝罪広告を掲載すること。

寺園の主張は、
というものであった。なお、宮崎が挙げた『京都に蠢く懲りない面々―淫靡な実力者たち』（講談社プラスアルファ文庫）は一ノ宮美成・湯浅俊彦・グループK21の共著であり、寺園は同書に全く関与していない。
2005年5月19日、大阪地裁の塚本伊平裁判長は宮崎の上記の記述を虚偽と認定し、宮崎と解放出版社に110万円の損害賠償を命じた一方、販売差し止めと謝罪広告の掲載については退けた。2005年12月22日、大阪高裁の控訴審でも宮崎の記述が虚偽と認められたが、やはり販売差し止めと謝罪広告の掲載については退けられた上、賠償額は80万円に減額された。これに対して被告側は上告せず、2006年1月、宮崎と解放出版社の敗訴が確定した。
2005年12月の門真市議会議員戸田久和逮捕の時には、同胞であるという理由で強く議員を擁護した。2006年9月に経済学者植草一秀が痴漢容疑で逮捕された際にも擁護声明を出した。
2006年より、佐藤優、魚住昭らとメディア勉強会「フォーラム神保町」を運営。佐藤優とは『国家の崩壊』を共著で出版。佐藤が直接経験したソビエト連邦の崩壊について聞き出している。
2007年12月10日、『警察の闇　愛知県警の罪』を出版する。当時　愛知県長久手町で起きた篭城発砲事件現場での裏事情や警察の不祥事や裏金、また全国詐欺事件ブームにのり逮捕された日本メンテナンスというリフォーム会社の逮捕にまつわる警察の失態など克明に書かれている。この本は、田原総一朗、魚住昭、佐藤優らが絶賛している。
2009年7月3日、林幹雄国家公安委員長が代表を務める「自民党千葉県第10選挙区支部」や藤井孝男自民党参議院議員の資金管理団体「藤井孝男後援会」に西松建設がダミーの政治団体「新政治問題研究会」名義で献金したことについて、「民主党の小沢一郎前代表側への献金事件と同じ構図で起訴されるべきだ」として、国沢幹雄元社長を政治資金規正法違反容疑で東京地検に告発した。同月14日、同3日に告発した国沢元社長が起訴猶予になったことを受け、検察審査会に審査を申し立てた。
2010年1月18日、フォーラム神保町と現代深層研究会主催の緊急シンポジウム「『新撰組』化する警察＆検察＆官僚がニッポンを滅ぼす！」に、青木理、魚住昭、大谷昭宏、岡田基志、木村三浩、郷原信郎、佐藤優、鈴木宗男、田原総一朗、平野貞夫らとともに参加した。
2010年4月1日、2009年12月に福岡県警の要請で同県内のコンビニが暴力団を専門的に扱う月刊誌とコミック誌の販売を中止したことにつき、事実上の規制となり著作出版活動の委縮を招き表現の自由、出版の自由を侵害するとして、県に対し慰謝料など550万円の支払いを求め、福岡地裁に提訴。なお、撤去要請の対象となっている図書の中に、宮崎学の著書を原作とした漫画が含まれている。しかし、2012年6月13日の福岡地裁では「自主的な措置を取ることを求めるものにすぎず撤去の強制とはいえない」として請求を棄却。宮崎側は控訴する方針。
2022年3月30日、老衰のため、群馬県の高齢者施設で死去。76歳没。

## 人物・思想
『突破者』は、グリコ・森永事件の「キツネ目の男」に酷似した最重要参考人Mという売出しであるが、基本には、異物が排除され、清潔な管理が実現されようとしている、「スーパーフラットな社会」に対する対抗があるとする。宮崎はその「清潔な管理」的発想を「デオドラントな思想」とも呼ぶ。
そして、その「スーパーフラットな社会」の中で、どのように「個から出発したネットワークという新たなかたちでの兄弟意識のありかを実証」するか、を問うている。それは以後の著作の一貫した通奏低音であり、『近代の奈落』（2002 解放出版社2005 幻冬舎アウトロー文庫）、『法と掟と』（洋泉社2005）、『近代ヤクザ肯定論ー山口組の90年』（2007　筑摩書房）に特に現れている。部落民の運動を扱った『近代の奈落』において宮崎は、「クリーンな支配、クリーンな運動のほうがいかがわしい。生活の幅を知っている支配、猥雑な運動、のほうがまっとうである」と述べている。なお、宮崎によれば、『近代ヤクザ肯定論ー山口組の90年』は、「『近代の奈落』とまったく連続している」。また、幇的ネットワークにも注目する。文庫版『近代の奈落』の解説は姜尚中と宮台真司で、『法と掟と』は柄谷行人が書評する。
橋下徹の血脈が話題になった際、月刊『WILL』（2012年1月号）に「橋下徹前大阪府知事の出自を暴く異常」と題して、一文を寄せ、「たしかに、不祥事があれば叩けばよい。しかし、出自と不祥事は全く別の問題である。それは、出自に関する問題は、相手に抗弁権が一切ないからである」とした。
学生時代からの友人に、朝倉喬司、大谷昭宏、呉智英がいる。また西原理恵子の作品にも登場し、西原との共著も出している。

## TV出演
- 西部邁ゼミナール（TOKYO MX）[39]

| タイトル                               | 放送日        |
| -------------------------------------- | ------------- |
| 『脱官僚』の陰で増殖するか『司法権力』 | 2009年10月3日 |

## 著書
- 『突破者 戦後史の陰を駆け抜けた五〇年』南風社 1997 のち幻冬舎アウトロー文庫,新潮文庫
- 『バトルトーク突破者』同時代社 1997 「喧嘩の極意」幻冬舎アウトロー文庫
- 『突破者それから』徳間書店 1998 「地上げ屋 突破者それから」幻冬舎アウトロー文庫
- 『突破者烈伝』筑摩書房 1998 のち幻冬舎アウトロー文庫
- 『不逞者』角川春樹事務所 1998 のち幻冬舎アウトロー文庫
- 『「幇」という生き方-「中国人マフィア」日本人首領の記』徳間書店、1999年　「アジア無頼 「幇」という生き方」文庫
- 『カネに死ぬな掟に生きろ』徳間書店, 1999 のち文庫
- 『血族 アジア・マフィアの義と絆』幻冬舎 1999 のちアウトロー文庫
- 『地獄への道はアホな正義で埋まっとる』太田出版 1999
- 『突破者の母 グレートマザー』青林工藝舎 1999 のち徳間文庫
- 『突破者の条件』1999 幻冬舎アウトロー文庫
- 『神に祈らず 大杉栄はなぜ殺されたのか』飛鳥新社 2000
- 『突破者流・勝ち残りの鉄則』ダイヤモンド社 2000
- 『涙を忘れた日本人のために』小学館 2000　「突破者入門」角川文庫
- 『「反・市民」講座 資本主義を生き抜く行動学 対談集』リトル・モア 2000
- 『突破者の痛快裏調書』徳間書店 2000
- 『突破者の日本ウラ経済学』アスペクト 2000
- 『海賊』毎日新聞社 アジア・ノワール 2001
- 『小倉の極道謀略裁判』太田出版 2001
- 『突破論 トラブルを逆手にとれ』光文社カッパ・ブックス　2001
- 『近代の奈落』解放出版社 2002 ISBN 4-7592-4113-2 のち幻冬舎アウトロー文庫
- 『鉄 極道・高山登久太郎の軌跡 突破者異聞』徳間書店, 2002
- 『こんな国は捨てよう』ウェイツ 2002
- 『「正義」を叫ぶ者こそ疑え』ダイヤモンド社 2002
- 『地下経済 この国を動かしている本当のカネの流れ』青春出版社 プレイブックスインテリジェンス 2002
- 『ハンパな人生論より極道に学べ』青春出版社 2002
- 『叛乱者グラフィティ』朝日新聞社 2002
- 『マリコtake off! アジアを駆け抜けた"戦場のヌードダンサー"マリコの半生』明月堂 2002
- 『宮崎学の兵法』サンマーク出版 2002
- 『突破者流「殺し」のカルテ 動機と時代背景から読み解く殺人者の心の暗部』日本文芸社 2003
- 『民主主義の原価』講談社 2003
- 『警察官の犯罪白書』幻冬舎 2004
- 『愚者から愚民へ』スパイス, 2005
- 『法と掟と 頼りにできるのは、「俺」と「俺たち」だけだ!』洋泉社 2005 のち角川文庫
- 『万年東一』角川書店, 2005 のち文庫
- 『耐震強度偽装問題ワルの本丸を暴く!』ぶんか社 2006
- 『突破流・実践ヤクザ式対話術』白夜書房 2006
- 『六代目山口組司忍組長と小泉純一郎首相にケンカを学ぶ』太田出版 2006
- 『右翼の言い分』アスコム, 2007
- 『近代ヤクザ肯定論 山口組の90年』筑摩書房 2007 のち文庫
- 『警察の闇愛知県警の罪』アスコム, 2007
- 『その男、保釈金三億円也。』田中森一監修 扶桑社 2008
- 『ヤクザと日本 近代の無頼』2008 ちくま新書
- 『上場企業が警察に抹殺された日』扶桑社 2009
- 『談合文化論 何がこの国の「社会」を支えるのか』祥伝社 2009
- 『続・突破者』同時代社, 2010
- 『白狼伝』毎日新聞社 2010
- 『暴力団追放を疑え』ちくま文庫 2011
- 『「自己啓発病」社会』祥伝社新書 2012 のち文庫
- 『ヤクザに弁当売ったら犯罪か?』ちくま新書, 2012
- 『橋下維新の挑戦とアンシャン・レジーム』にんげん出版モナド新書, 2013
- 『異物排除社会ニッポン』双葉新書, 2014
- 『ヤクザとテロリスト工藤會試論 難民化する「暴力団」、暴力装置化する国家』イースト・プレス 2015
- 『山口組と日本 結成103年の通史から近代を読む』祥伝社新書, 2018.8

### 共編著
- 『土壇場の経済学』青木雄二共著 南風社 1998 のち幻冬舎アウトロー文庫
- 『突破者の本音 残滓の思想』鈴木邦男共著 青谷舎 1999　のち徳間文庫
- 『敗者復活! リストラ社員の大逆襲』設楽清嗣共著　幻冬舎、1999　のち朝日文庫
- 『17歳のバタフライナイフ 突破者犯罪を語る』別役実共著 三一書房労働組合 2000
- 『生きる力』梁石日共著 柏書房 2000
- 『オウム解体 宮崎学VS上祐史浩』[40]雷韻出版 2000
- 『グリコ・森永事件 最重要参考人M』大谷昭宏共著　幻冬舎 2000 のちアウトロー文庫
- 『ぼくたちが石原都知事を買えない四つの理由。』姜尚中共著 朝日新聞社 2000
- 『中坊公平的正義とは』佐高信共編著 思想社 2001
- 『任侠事始め』溝下秀男共著 太田出版 2001
- 『突破者の母』（徳間文庫）西原理恵子共著 徳間書店 2002年5月1日 ISBN 978-4198917111
- 『警察はここまで腐蝕していたのか 警察トップの使用者責任とやくざ組織幹部の使用者責任を論じる』編著 洋泉社 2004
- 『獄楽記』上高謙一共著 太田出版, 2004
- 『殺人率 日本人は殺人ができない! 世界最低殺人率の謎』大谷昭宏共著 太田出版 2004
- 『「同和利権の真相」の深層』呉智英、角岡伸彦、斎藤貴男、秋山良、森達也、和田献一共著 解放出版社編 解放出版社 2004
- 『突破流・実践ヤクザ式対話術』西原理恵子共著 2006年4月 ISBN  978-4861910418
- 『安倍晋三の敬愛する祖父岸信介』近代の深層研究会共著 同時代社 2006
- 『国家の崩壊』佐藤優対談 にんげん出版 2006 のち角川文庫
- 『日本と戦う』鈴木宗男,西部邁共著 講談社 2006
- 『必要悪 バブル、官僚、裏社会を生きる』田中森一共著 扶桑社 2007
- 『大恐慌を生き残るアウトロー経済入門』門倉貴史共著 2008 扶桑社新書
- 『法か、掟か』大谷昭宏共著 ゴマブックス ゴマ文庫 2008
- 『松崎明秘録』松崎明対談 同時代社 2008
- 『「暴力団壊滅」論 ヤクザ排除社会の行方』猪野健治共編 筑摩書房 2010
- 『ラスト・ファミリー 激論田岡由伎×宮崎学』角川書店 2010
- 『日本共産党vs. 部落解放同盟』筆坂秀世共著　にんげん出版 2010
- 『世界を語る言葉を求めて 3.11以後を生きる思想』辻井喬共著 毎日新聞社 2011
- 『日本人のための新「幸福論」』田原総一朗,佐藤優共著 三笠書房 2012
- 『あえて暴力団排除に反対する』辻井喬,西部邁,下村忠利共著 同時代社 シリーズおかしいぞ!暴力団対策 2012
- 『メルトダウンする憲法・進行する排除社会 暴排条例と暴対法改訂の「いま」』編著 田原総一朗ほか 同時代社 シリーズおかしいぞ!暴力団対策　2012
- 『「殺しあう」世界の読み方』佐藤優共著 アスコム 2015
- 『戦争と革命と暴力 平和なき時代の世界地図』佐藤優共著 祥伝社 2015
- 『「暴走する」世界の正体 最強論客が読み解く戦争・暴力・革命』佐藤優共著. SB新書, 2017.11
- 『ヤクザと東京五輪2020 巨大利権と暴力の抗争』竹垣悟共著. 徳間書店, 2018.12

### 漫画原作
- 『突破者太陽傳』作画：中山昌亮、『ミスターマガジン』連載、講談社、全3巻

### 映像化
- 『突破者太陽傅』監督：高橋玄、主演：的場浩司、大映、2000年

## 論文
- 国立情報学研究所収録論文 国立情報学研究所.2010-05-12閲覧。